# Una strada verso il domani 3 - Ku'damm 63
Una strada verso il domani 3 - Ku'damm 63 (Ku'damm 63) è una miniserie televisiva tedesca trasmessa dal 21 marzo 2021 sul canale ZDF, anche se è stata pubblicata in anteprima su ZDFmediathek il 20 marzo 2021.
In Italia, la miniserie è stata trasmessa in prima visione assoluta su Rai 3 dal 3 luglio 2021.

## Trama
Caterina e le sue figlie dovranno imparare a superare il loro passato e ad affrontare i vincoli sociali del 1963.

## Puntate
| nº | Titolo originale | Titolo italiano | Prima TV Germania | Prima TV Italia |
| -- | ---------------- | --------------- | ----------------- | --------------- |
| 1  | Teil 1           | Episodio 1      | 21 marzo 2021     | 3 luglio 2021   |
| 2  | Teil 2           | Episodio 2      | 22 marzo 2021     | 9 luglio 2021   |
| 3  | Teil 3           | Episodio 3      | 24 marzo 2021     | 10 luglio 2021  |

## Produzione
Le riprese sono iniziate il 10 febbraio 2020. Sono state interrotte a marzo a causa della pandemia da COVID-19 e sono ripartite da settembre fino all'8 ottobre 2020.